# 肯尼亚—韩国关系
韩国—肯尼亚关系（韓語：대한민국-케냐 관계）是指大韩民国和非洲国家肯尼亚之間历史上与现代的雙邊關係。两国于1964年2月7日建立大使级外交关系，此后双边关系友好顺利发展。肯尼亚也长期为韩国对非外交的支点邦交国，将韩国视为经济发展的模范国家并对于韩国在非洲开展外交活动具有一定的影响力。

## 政治交流
在肯尼亚独立之前，韩国就已经与其建立了领事级外交关系，1963年，英国政府同意韩国在内罗毕建立总领事馆；1963年12月12日，肯尼亚從大英帝国獨立。1964年，成为正任韩国总统的朴正熙在新年公告中表示韩国将会发展、加强与世界上所有非共产主义国家的友好关系，韩国对非外交活动更加频繁；其后，韩国与肯尼亚更于当年2月7日建立大使级外交关系，并于建交不久后将总领事馆升格为大使馆。:22:1801982年，韩国总统全斗焕也在其首次访非之旅中出访了肯尼亚，这次访问也标志了韩国对包括肯尼亚在内的非洲各国之外交进入了一个新发展阶段。1990年，肯尼亚总统丹尼爾·阿拉普·莫伊也首次出访了韩国；之后，韩国与肯尼亚的外交关系更加紧密，亦加强了对肯援助。:27:55
进入21世纪，韩国重新加强了与非洲国家的联系，而作为东非共同体中较具影响力国家的肯尼亚也更受到韩国政府的重视；:56-57韩国总统朴槿惠更于2016年5月出访肯尼亚，并得到了肯尼亚总统乌胡鲁·肯雅塔的会见，二人就发展两国邦谊、应对朝核问题等话题深入交换了意见，朴槿惠除了重申半岛统一的重要性，也表示韩国将积极与肯尼亚分享发展经验、以构建互惠共赢的双边友好关系；两国还签署了20余项谅解备忘录，以促进双边经贸等领域的往来。2022年，上任伊始的肯尼亚总统威廉·鲁托也造访了韩国，得到了韩总统尹锡悦的接见，访问期间，韩国政府还决定将对肯尼亚的借款额度升至10亿美元，以帮助肯尼亚摆脱贫困、发展经济，进一步促进经贸合作。

## 经贸交流
据經濟複雜性研究中心统计，2021年，肯尼亚共向韩国出口4,110万美元，主要出口产品有咖啡、钛矿、废弃金属等产品；同年，韩国向肯尼亚出口了5.5亿美元，船舶、热轧铁、聚缩醛等化工品为韩国对肯出口的优势产品。
在投资上，肯尼亚交通便利、基础设施较为完善，为非洲东部地区的航空物流枢纽，对于韩企进驻非洲、开展投资业务拥有良好的条件。一些韩国企业也有兴趣参与投资肯尼亚的信息通信产业、技术城市开发项目、液化天然气终点站以及发电站建设项目。2016年，朴槿惠出访肯尼亚期间，两国签署了20余项谅解备忘录，内容涉及电力、核能发电及产业园区合作，据协定韩国将在肯尼亚能源领域展开投资，并于该国建立韩国产业园区；韩国总统府青瓦台首席经济秘书对此评论指出，产业园区的建设将有助于韩企进军美国、非洲、欧洲等地市场。

## 人文交流
在人道主义援助上，因自身援助资金规模较小、缺乏援助规划，韩国对肯尼亚的援助规模长期不及中华人民共和国、日本和其他欧美国家；但韩国仍然致力于向肯尼亚提供新村运动等先进的经验。自1987年起，韩国政府开始通过韓國國際協力團等机构对肯尼亚进行援助，:55截至2020年，韩国对肯尼亚的援助总额达到1.61亿美元。肯尼亚也是韩国对非官方发展援助中位居前列的国家之一。:60-61
在教育领域，肯尼亚的第一所世宗学堂于2011年12月成立，以为该国学生提供韩语教育；2012年，韩国国务总理金滉植访问肯尼亚期间，两国签署了韩国学学术合作备忘录，据此协议，内罗毕大学也将新设韩国学专业，以帮助肯尼亚学生更加理解韩国文化。随着《朱蒙》等韩剧在肯尼亚的播出，韩流文化也开始逐步进入肯尼亚民众的生活。